# Проклятье морей

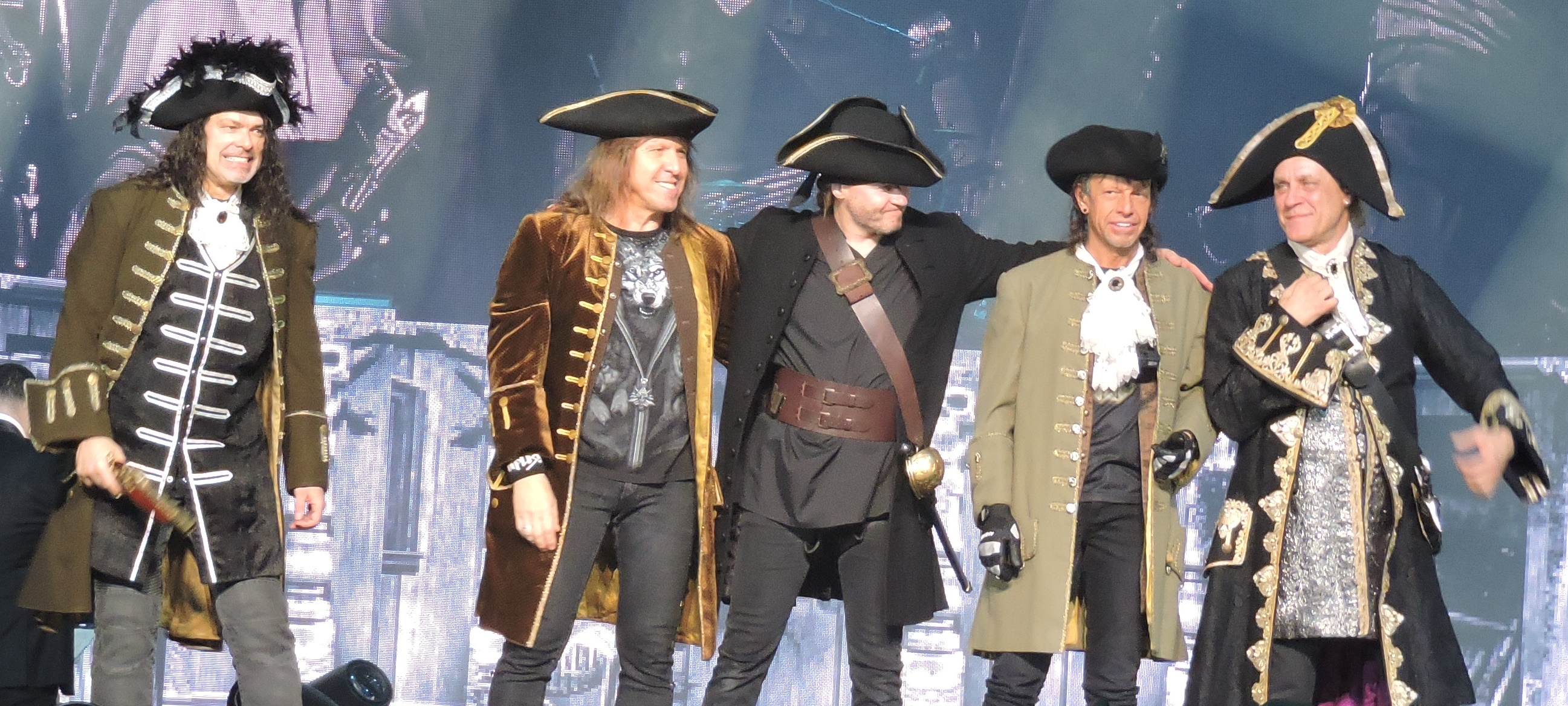
«Ария» в образе пиратов во время тура «Гость из царства теней»

«Проклятье морей» — тринадцатый студийный альбом российской хеви-метал группы «Ария». Состоит из 11 композиций, общим звучанием около 76 минут — рекордный по количеству треков и длительности. Вышел 13 ноября 2018 года.

## История создания
21 августа 2017 года на странице Виталия Дубинина в Instagram появились первые фотографии процесса записи в студии Игоря Матвиенко.
14 сентября газета «Культура» опубликовала интервью Виталия Дубинина, в котором он сообщил что 6 песен для нового альбома уже записаны в студии, и выразил надежду, что альбом выйдет примерно через год.
13 октября Владимир Холстинин сообщил в интервью «Наше Радио-Тула» о том, что одна из песен, написанных им для нового альбома, получила название «Варяг» и посвящена одноимённому крейсеру. Автором стихов является Игорь Лобанов.
27 февраля 2018 года на страничке официального сообщества «Арии» ВКонтакте администрацией группы было сообщено, что все инструментальные партии альбома уже записаны и ход дальнейшей работы над альбомом зависит от готовности текстов. 13 марта эта информация была подтверждена Виталием Дубининым и Сергеем Поповым в эфире «Авторадио-Пермь». Дубинин также сообщил, что, несмотря на неопределённость с готовностью текстов, уже существуют договорённости с саунд-продюсером и выпускающим лейблом о том, что альбом должен выйти не позднее ноября 2018 года.
13 июля Виталий Дубинин сообщил, что именно в этот день запись альбома была закончена.
13 августа на официальных ресурсах группы были обнародованы название, обложка, треклист, продолжительность и выпускающий лейбл альбома. А также анонсирован его релиз в ноябре 2018.
13 сентября группой был опубликован первый сингл с грядущего альбома, песня «Гонка за славой», авторства Виталия Дубинина и Александра Елина: это их первое совместное творчество в рамках «Арии».
13 октября опубликован второй сингл «Варяг», а также объявлена точная дата релиза — 13 ноября и открыт предзаказ на iTunes, где также обнародована длительность всех композиций. Помимо этого в сведениях о композициях содержится информация об авторстве песен. Помимо работавших ранее с группой поэтов Маргариты Пушкиной, Александра Елина и Игоря Лобанова, среди авторов песни «Дым без огня» указан новый текстовик, журналист Владислав Тарасов, работавший вместе с Холстининым и Кириллом Немоляевым над рок-оперой «Мавзолей». Вокалист группы Михаил Житняков так отозвался об альбоме:

Альбом получился во многом экспериментальным. В альбоме будут как традиционные для группы песни, так и несвойственные «Арии». Кроме того, среди наших авторов появился новый человек, который ранее не писал для группы — он работал над одной из песен с Владимиром Холстининым.

6 ноября на официальном сайте объявлено о концертах тура «Проклятье морей», посвящённого выходу одноименного альбома. Первый концерт прошёл 15 февраля 2019 года в Нижнем Новгороде, а 30 апреля 2019 года состоялась официальная презентация нового альбома в Москве.

## Список композиций
| №   | Название                                 | Текст песни       | Музыка                   | Английское издание                     | Длительность |
| --- | ---------------------------------------- | ----------------- | ------------------------ | -------------------------------------- | ------------ |
| 1.  | «Гонка за славой»                        | Александр Елин    | Виталий Дубинин          | A Race for Glory                       | 4:53         |
| 2.  | «Варяг»                                  | Игорь Лобанов     | Владимир Холстинин       | Varangian                              | 6:38         |
| 3.  | «Эра Люцифера»                           | Елин              | Сергей Попов             | Lucifer's Era                          | 5:46         |
| 4.  | «Трудно быть богом»                      | Лобанов           | Холстинин                | (It's) Hard to Be a God                | 6:42         |
| 5.  | «Пусть будет так»                        | Маргарита Пушкина | Михаил Житняков, Дубинин | Let It Be So                           | 5:14         |
| 6.  | «Всё начинается там, где кончается ночь» | Пушкина           | Дубинин                  | All Starts There, Where the Night Ends | 5:21         |
| 7.  | «Живой»                                  | Пушкина           | Попов                    | Alive                                  | 8:55         |
| 8.  | «Убить дракона»                          | Пушкина           | Дубинин                  | To Kill the Dragon                     | 5:45         |
| 9.  | «Дым без огня»                           | Владислав Тарасов | Холстинин                | A Smoke Without Fire                   | 7:45         |
| 10. | «От заката до рассвета»                  | Елин              | Попов                    | From Dusk till Dawn                    | 6:18         |
| 11. | «Проклятье морей»                        | Пушкина           | Дубинин                  | Curse of the Seas                      | 12:05        |

## Клип
- «Убить дракона» — клип, представленный 4 февраля 2019 года.

## Участники записи
- Михаил Житняков — вокал, мегафон (8)
- Владимир Холстинин — гитара
- Сергей Попов — гитара
- Виталий Дубинин — бас-гитара, клавишные, бэк-вокал
- Максим Удалов — барабаны , звукорежиссёр